# Tamta dziewczyna
Tamta dziewczyna – singel polskiej wokalistki Sylwii Grzeszczak zapowiadający jej trzeci solowy krążek o tym samym tytule. Premiera utworu miała miejsce 20 maja 2016 w radiu RMF FM.
Jesienią 2017 piosenka została wykorzystana w kampanii sieci telefonii komórkowej T-Mobile.

## Popularność
Utwór po niecałych 2 miesiącach od premiery stał się najczęściej granym utworem w Polsce i dotarł na 1. miejsca listy AirPlay – Top. Teledysk do singla w zaledwie miesiąc odtworzono ponad 15 milionów razy. Przez siedem tygodni z rzędu najczęściej grana piosenka w polskich rozgłośniach radiowych.
Do 5 maja 2018 roku teledysk do piosenki został wyświetlony 100 mln razy w serwisie YouTube.

## Pozycje na listach przebojów

### Pozycje na listach AirPlay
| Kraj   | Lista (2016)      | Najwyższa pozycja |
| ------ | ----------------- | ----------------- |
| Polska | AirPlay – Top     | 1                 |
| Polska | AirPlay – Nowości | 1                 |
| Polska | AirPlay – TV      | 3                 |

## Nagrody i nominacje
Eska Music Awards 2016
- EMA 2016 – NAJLEPSZY HIT: nominacja
- EMA 2016 – ESKA TV AWARD – NAJLEPSZE VIDEO: wygrana

## Certyfikat
| Kraj          | Certyfikat          | Sprzedaż |
| ------------- | ------------------- | -------- |
| Polska (ZPAV) | 2x diamentowa płyta | 200 000+ |